# Erima
是一家总部设于普富林根的德国体育用品供应商。其在法国、奥地利、瑞士、比利时及荷兰均设有子公司。

## 历史
1900年，雷米吉乌斯·维尔斯泰因（Remigius Wehrstein）在罗伊特林根成立了“体操、健身、田径和击剑针织运动服装厂”（Sportbekleidungsfabrik von Wirkwaren für Gymnastik, Turnen, Leichtathletik und Fechtsport）。1936年，埃里希·马克（Erich Mak）成为这间企业的新东家，并将其更名为。在随后的几十年间，发展成为运动服装的重要制造企业，并且是1960年至1972年西德奥运代表团的指定供应商。此外，德国国家足球队在1974年世界杯期间也是身穿球衣夺得大力神杯。
1976年，公司被售予阿迪达斯。在这一时期共保留有约600位雇员。在1970年代和1980年代，主要被应用于足球领域。除了门兴格拉德巴赫、沙尔克04、多特蒙德、汉堡、斯图加特和科隆等几家德甲俱乐部外，在阿根廷参加1978年世界杯足球赛的德国国家队也再度身披球衣出场。
在1980年代，公司迎来了重大变革：阿迪达斯越来越多的接管的赞助合同，并开始让这家普富林根企业的品牌标志逐渐淡出公众视野。至1990年代初，母公司基于体育用品市场庞大的价格压力而逐步将纺织类产品转向亚洲生产，这也导致了的产品线在1993年被完全关闭。
1995年，阿迪达斯决定重组计划，同时如今的持有人沃尔夫拉姆·曼赫兹（Wolfram Mannherz）也开始在任职。在经历了销售低谷后，公司在1998年开始反弹。由于注重供货能力、品质和服务，得以重回德国体育用品供应商的顶端，并在2007年成为了迄今为止最为成功的一年。在2005年的一次管理层收购中，沃尔夫拉姆·曼赫兹成为了该公司的唯一持有人，这也使得得以继续使用。2008年，开始为多恩比恩、慕尼黑1860、莱姆戈及图恩提供装备赞助，2009年又成为奧地利奧林匹克委員會的指定供应商。2010年，进军波蘭足球甲級聯賽，并为班霸戈爾尼克扎布熱提供赞助。2012年，同意与当时身处德乙的科隆建立为期三年的合作伙伴关系，这份合同在2014年5月又被延长至2018年。自2015-16赛季起，又开始为德丙俱乐部德累斯顿迪纳摩提供为期三年的运动装备供应。